# Tundla Railway Colony
Tundla Railway Colony is een census town in het district Firozabad van de Indiase staat Uttar Pradesh.

## Demografie
Volgens de Indiase volkstelling van 2001 wonen er 11.983 mensen in Tundla Railway Colony, waarvan 54% mannelijk en 46% vrouwelijk is. De plaats heeft een alfabetiseringsgraad van 78%.